# ウルボス (デブレツェン市電)
この項目では、スペインの鉄道車両メーカーであるCAFが展開する路面電車車両ブランド・ウルボスのうち、ハンガリーのデブレツェン市電に導入された車両について解説する。

## 概要
2000年代、デブレツェン市電では市内の混雑緩和を目的に新たな路面電車路線である2号線の建設計画が立ち上がり、線路や施設の建設、電停を始めとした既存の施設の改修に合わせて18両の新型電車を導入する事を決定した。2009年に公開入札が実施されたものの、経済危機の影響により幾度となく延期を余儀なくされる事態となり、最終的にスペインのCAFとデブレツェン市との間に契約が成立したのは2011年10月11日となった。これを基に製造が実施されたのが、車内全体が低床構造となっている超低床電車のウルボス3である。
全長32.4 m級の5車体連接車で、車内の床上高さは350 mm、乗降扉付近は335 mmに統一されており、乗降が容易な構造となっている。車内には折り畳み座席を備えたフリースペースが各部に設置されている他、冷暖房双方に対応した空調も完備されている。
最初の車両は2013年5月にデブレツェン市電に到着し、試運転を経た後2号線の開通に合わせて2014年2月から営業運転に投入された。以降は同系統の全列車に使用されているほか、既存の1号線の列車の一部にも使用されている。また、ウルボス3の導入に合わせて車両基地の改修も実施されている。

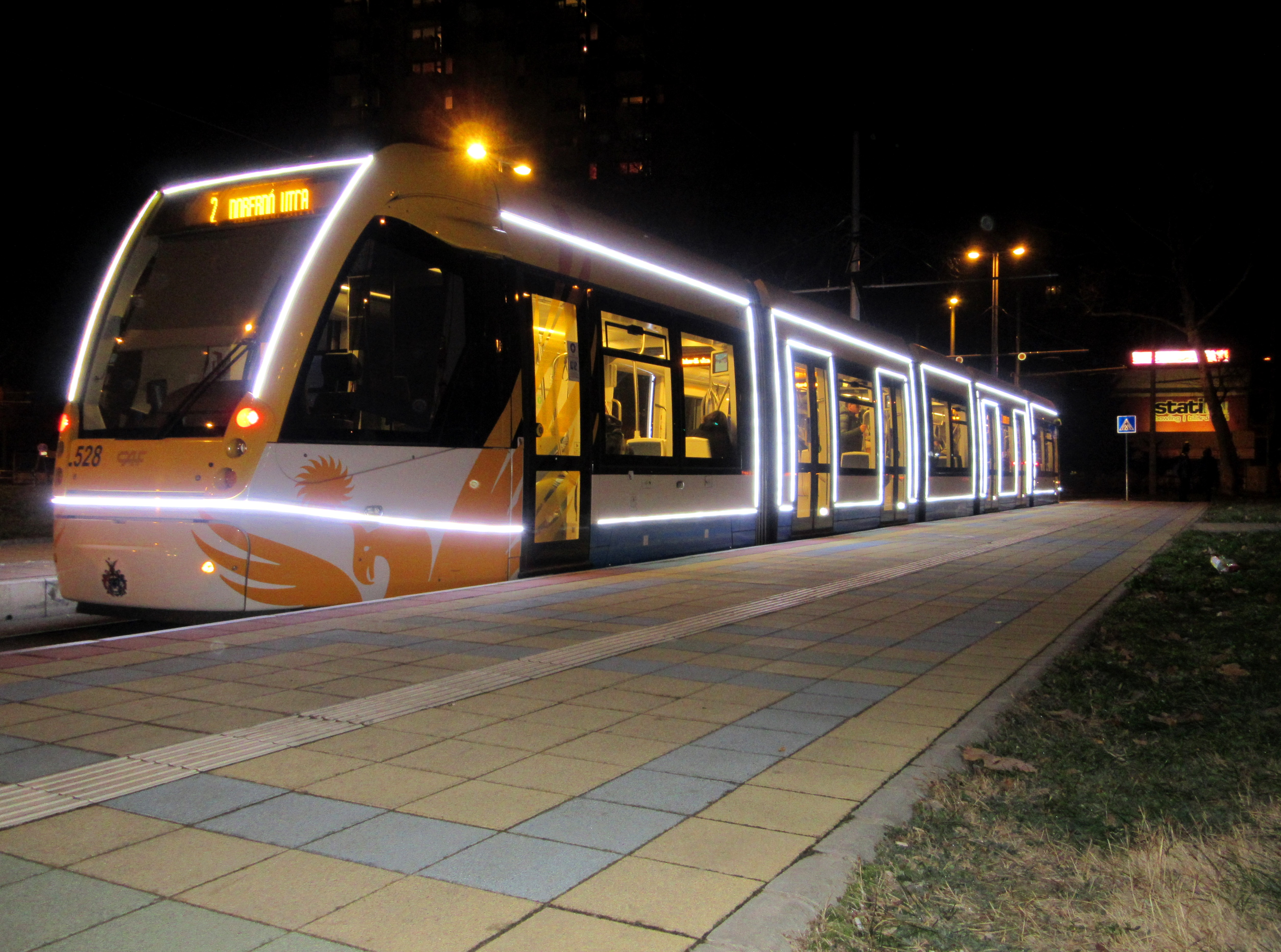
装飾が施されたウルボス3（2016年撮影）